# الحيض في الإسلام
شرع الإسلام مجموعة من القواعد والأحكام للمرأة الحائض لبيان ما يحل وما يحرم للمرأة أو للزوجين في هذه الفترة. تندرج هذه الأحكام تحت المواضيع المتعلقة بالطهارة في الفقه الإسلامي، والتي أولاها الإسلام والفقهاء اهتمامًا بالغًا كونها ضرورية من أجل إقامة الشعائر كالصلاة. كما ذُكر في السنة النبوية العديد من الأحاديث التي وضحت الأحكام المتعلقة بالحيض كالصلاة والحج ودخول المسجد وغيرها.
راعى الإسلام ضعف المرأة وتعبها أثناء الحيض وما يسببه لها من آلام، فأسقط عنها بعض الفرائض كالصلاة والصيام، وحرم الجماع أثناء الحيض، يقول الله في سورة البقرة في الآية 222: ﴿وَيَسْأَلُونَكَ عَنِ الْمَحِيضِ قُلْ هُوَ أَذًى فَاعْتَزِلُوا النِّسَاءَ فِي الْمَحِيضِ وَلَا تَقْرَبُوهُنَّ حَتَّى يَطْهُرْنَ فَإِذَا تَطَهَّرْنَ فَأْتُوهُنَّ مِنْ حَيْثُ أَمَرَكُمُ اللَّهُ إِنَّ اللَّهَ يُحِبُّ التَّوَّابِينَ وَيُحِبُّ الْمُتَطَهِّرِينَ ۝٢٢٢﴾ [البقرة:222] حيث وصف الله الحيض بأنه (أذى) أي فيه ضرر، وأن هذا الأذى لكلا الزوجين.
وقد علم النبي محمد المسلمين كيفية التعامل مع زوجاتهم في فترة الحيض بالسنة الفعلية أيضا، ففي الحديث في صحيح مسلم: بيْنَما رَسولُ اللهِ صَلَّى اللَّهُ عليه وسلَّمَ في المَسْجِدِ، فَقالَ: يا عَائِشَةُ، نَاوِلِينِي الثَّوْبَ. فَقالَتْ: إنِّي حَائِضٌ، فَقالَ: إنَّ حَيْضَتَكِ ليسَتْ في يَدِكِ فَنَاوَلَتْهُ. وقد ثبت عن النبي أنه لاطف زوجته عائشة أثناء الحيض بل ونام في حجرها وهي حائض، فجاء في كتاب فتح الباري شرح صحيح البخاري عن عائشة أن النبي صلى الله عليه وسلم: «كان يتكئ في حجري وأنا حائض ثم يقرأ القرآن». فقد أراد النبي محمد من هذا الفعل أن يخالف بعض الأمم التي كانت تعتبر المرأة نجسة في فترة الحيض فلا يأكلون معها من طبق واحد ولا يقربونها. وفي هذا تكريم للمرأة ومراعاة لها جسديا ونفسيا في هذه الفترة.

## أحكام الحائض
للمرأة في الإسلام أحكامٌ تختلف في حال كونها حائض عنها في غير وقت الحيض:

### الصلاة
لا يحل للمرأة الصلاة خلال فترة الحيض، وذلك لقوله ﷺ لفاطمة بنت أبي حبيش: «إذا أقبلت الحيضة فدعي الصلاة».
وكما اتفق العلماء أيضًا أن الصلوات التي فاتتها في هذه الفترة فلا تقضيها.
وإن طهرت قبل انقضاء وقت صلاةٍ ما فيجب عليها الاغتسال وصلاة تلك الصلاة. وفي ذلك قولان هُما:
- إن كان الوقت المتبقي لا يكفي للغسل والوضوء فلا تلزمها تلك الصلاة حسب المالكية[6] والشافعية في أحد الأقوال.
- تجب عليها الصلاة حتى وإن لم يكن الوقت المتبقي كافيًا للاغتسال. وذلك حسب الحنابلة[7] والشافعية في أحد الأقوال.[8]

### قراءة القرآن
وينقسم التفصيل في هذا في حالتين:
- القراءة الكثيرة: وفي الإسلام في ذلك قولان، وهو أنه لا يجوز، وذلك عند الحنفية والشافعية والمالكية والحنابلة.[9]

ومن الأدلة على ذلك قول النبي ﷺ:
«لا تقرأ الحائض ولا الجنب شيئًا من القرآن». إلا أنَّه حديث ضعيف. وأحاديث أخرى في عدم قراءة القرآن للجنب (مثل حديث: «هكذا لمن ليس بجنب، فأما الجُنب فلا، ولا آية»)، فتكون الحائض أولى بذلك.
- قراءة الآية الواحدة فما دونها: وهذا فيه اختلاف. فبعضهم لم يجز قراءة الآية فما دونها إذا كان بقصد التلاوة. لكن إن لم تقصد التلاوة (كأن قالت «بسم الله» للتبرك بالعمل أو ما شابه) فلا بأس به عندهم. وهذا قول الحنفية[12]، والشافعية[13]، وهو أحد الروايات عن أحمد.[14] واستدلوا بذلك على الحديث السابق ذكره «لا تقرأ الحائض ولا الجنب شيئًا من القرآن»، بأن النبي ﷺ لم يحدد المقدار.

والقول الآخر هو جواز قراءة الآية فما دونها، وهو مذهب أبو حنفية في رواية عنه، ومذهب الحنابلة. واحتجوا بذلك بأنَّ ما دون الآية لا يجزئ في الخطبة. وأيضًا بأن بعض الآيات ما هو آية فقط ﴿وَالضُّحَى ۝١﴾ [الضحى:1]. وأدلة غيرها.

### الذكر
لا خلاف فيه بأنه يصح للحائض ذكر الله.

### مس المصحف
ويختلف مس المصحف بحسب الحالة:
- عند الضرورة: لا خلاف بجواز ذلك. فمثلًا قد يُخشى عليه من الغرق أو الوقوع في نجاسة أو غير ذلك. وتتيمم لذلك إن لم تخشى فوات الأمر.[19]
- في غير حالة الضرورة: وهذا فيه اختلاف بسيط، إلا أنَّ الجمهور على حرمة ذلك.[20][21] إلا أنَّ الحنفية والمالكية وأكثر الحنابلة أجازوا ذلك إن لمسته بحائل.[22][23][24]

بينما لم يجز ذلك الشافعية حتى بوجود حائل، سواءً كان متصلًا أو منفصلًا.

### دخول المسجد
وفي ناحيتان:
- الأولى هي اللبث في المسجد، وذهب الأئمة الأربعة الأربعة لعدم جواز هذا.[26][27]
- أما الناحية الثانية فهي عبور المسجد: وفيه اختلاف، فقد أجازه الحنابلة[28] والشافعية[29]، وبعض المالكية.[30] واحتجوا بذلك بقوله تعالى: ((ولا جُنبًا إلا عابري سبيل)) [النساء: 43]. وكذلك حديث النبي ﷺ حينما قال لعائشة رضي الله عنها: ((ناوليني الخُمرة من المسجد)) قالت: إني حائض، قال: ((إنَّ حيضتك ليست في يدك)).

بينما حرم ذلك الحنفية، والمالكية، وبعض الشافعية. محتجين بقوله ﷺ: (لا أُحلُ المسجد لحائض ولا جُنب).

### الصيام
فالمرأة لا يحل لها الصيام وقت الحيض، ولكنها تقضي الصيام فيما بعد أي تصوم اذا طهرت ، وقيل أن الحكمة في ذلك لضعف بدنها مع الحيض، فلا يجتمع عليها ضعفان.

### الحج والعمرة
اتفق الفقهاء على جواز الإحرام للحائض. وكذلك السعي بين الصفا والمروة. لكن لا تطوف، فاتفق الفقهاء على حرمة ذلك للحائض.

### وجوب الغسل منه
وذلك بعد انقطاع الدم. وقد انعقد الإجماع على ذلك. ومن الأدلة عليه لقوله ﷺ لفاطمة بنت أبي حبيش: «إذا أقبلت الحيضة فدعي الصلاة، وإذا أدبرت فاغتسلي وصلي». وأيضًا لأنه لا يحل لها الصلاة ما لم تغتسل، وما لا يتم الواجب إلا به فهو واجب.
وإن كانت زوجة المسلم من أهل الكتاب يجب عليها الغسل، فلا يقربها حتى تغتسل، وذلك مذهب الشافعية تكملة المجموع، 16/409، والمالكية، والحنابلة في قول.
واستدلوا على ذلك بقوله تعالى: «ولا تقربوهن حتى يطهرن، فإذا تطهرن فأتوهن من حيث أمركم الله» [البقرة: 222].
لكن ذهب الحنفية والحنابلة في قولٍ ثانيٍ وكذلك المالكية على أنه لا يحل له إجبارها.

## غسل المرأة من الحيض
وله درجتان، درجة الكمال، ودرجة الإجزاء.
- الكمال: ويشتمل على النية والتسمية وغسل اليدين ثلاثًا وغسل ما بها من أذى والوضوء ثم تحثي الماء على رأسها 3 مرات بحيث يصل إلى أصول شعرها، ثم تسكب الماء على كامل بدنها مع التدليك، مع بدأها بنصفها الأيمن.[44]

واستدلوا بذلك على حديث غسل النبي صلى الله عليه وسلم للجنابة، فيكون مشابهًا، فعن عائشة  قالت: ((كان رسول الله ﷺ إذا اغتسل من الجنابة غ سل يديه ثلاثًا، وتوضأ وضوءه للصلاة، ثم يخلل شعره بيده، حتى إذا ظن أنه قد أروى بشرته أفاضل عليه الماء ثلاث مرات ثم غسل جسده)).
- الغسل المجزئ: وهو أن يعم الماء سائر البدن فقط. حيث قال ابن عبد البر: المغتسل من الجنابة إذا لم يتوضأ وعمَّ جميع بدنه فقد أدى ما عليه... وهو إجماع لا خلاف فيه بين العلماء.[46]

### نقض الشعر
أي إن كانت قد ضفرت شعرها مع بعضه، فهل عليها فكه أم لا أثناء الغسل ليصل الماء لجميعه وجذوره؟ واختلف فيه على قولين:
1- وجوب نقضه: وهو مذهب الحنابلة والظاهرية وبعض المالكية. واستدلوا على ذلك بعدة أحاديث، منها قوله ﷺ لعائشة وكانت حائضًا: ((انقضي رأسك واغتسلي)).
2- استحباب نقضه: وذهب إليه الحنفية والمالكية والشافعية، وقولٌ من الحنابلة. واستدلوا على ذلك بحديث أخرجه مسلم عن أم سلمة  أنَّها قالت للنبي ﷺ: إني امرأة أشد ضفر رأسي، أفأنقضه للحيضة وللجنابة؟ فقال: ((لا، إنما يكفيك أن تحثي على رأسك ثلاث حثيات، ثم تفيضين عليك الماء فتطهرين)).

### التيمم
في حال طهرت الحائض ولم تجد ماءً لتغتسل به، أو كان به علة تمنعها من استخدامه فلها أن تتيمم كما اتفق العلماء.
واستشهدوا على ذلك بقوله تعالى: ﴿يَا أَيُّهَا الَّذِينَ آمَنُوا إِذَا قُمْتُمْ إِلَى الصَّلَاةِ فَاغْسِلُوا وُجُوهَكُمْ وَأَيْدِيَكُمْ إِلَى الْمَرَافِقِ وَامْسَحُوا بِرُءُوسِكُمْ وَأَرْجُلَكُمْ إِلَى الْكَعْبَيْنِ وَإِنْ كُنْتُمْ جُنُبًا فَاطَّهَّرُوا وَإِنْ كُنْتُمْ مَرْضَى أَوْ عَلَى سَفَرٍ أَوْ جَاءَ أَحَدٌ مِنْكُمْ مِنَ الْغَائِطِ أَوْ لَامَسْتُمُ النِّسَاءَ فَلَمْ تَجِدُوا مَاءً فَتَيَمَّمُوا صَعِيدًا طَيِّبًا فَامْسَحُوا بِوُجُوهِكُمْ وَأَيْدِيكُمْ مِنْهُ مَا يُرِيدُ اللَّهُ لِيَجْعَلَ عَلَيْكُمْ مِنْ حَرَجٍ وَلَكِنْ يُرِيدُ لِيُطَهِّرَكُمْ وَلِيُتِمَّ نِعْمَتَهُ عَلَيْكُمْ لَعَلَّكُمْ تَشْكُرُونَ ۝٦﴾ [المائدة:6]. وعلى أدلة أخرى.

### غسل الجنابة
طُرح سؤال إن أجنبت الحائض فهل تغتسل للجنابة؟ فذهب فيه الفقهاء إلى 3 آراء:
1- الأول: لا يلزمها الاغتسال، ويجزئها غسلٌ واحد عند طهرها: وهذا قول الجمهور، من حنفية، والحنابلة، والشافعية، والمالكية.
واستدلوا على ذلك بأنَّ النبي ﷺ لم يكن يغتسل إلا غسلًا واحدًا من الجماع.
2- الثاني: أن عليها الاغتسال، فإن لم تفعل فتغتسل غسلين عندما تطهر: وهو قول الظاهرية وجملةٍ من الفقهاء.
ومبدأهم في ذلك أن الله أوجب الغسل من الجنابة وأوجب الغسل من الحيض، فهما واجبان مختلفان لسببين مختلفين، وليس لسببٍ واحد كما في وضع الجماع، فلا يصح إسقاط أحدهما بالآخر إلا بحجةٍ من كتابٍ أو سنة مخصوصة.
3- الثالث: أن عليها غسل الجنابة، فإن لم تفعل أجزأها غسلٌ واحد عند طهرها: وهذا رأي أحمد في روايةٍ عنه، وقول الأوزاعي.

### إن ماتت
وفيه اختلافٌ بسيط لأحد الفقهاء:
1- تُغسل غسلًا واحدًا: وذهب إليه عامة أهل العلم. وذلك أنها خرجت من حكم التكليف.
2- أنها تُغسل غسلين: وذهب إليه الحسن.

### سبب عدم تكليفها بالعبادات
وتنقسم العبادات التي لا تكلف بها المرأة لقسمين في هذا الصدد، بعضها يستلزم الطهارة، والدم نجس، لذلك تُعفى من تلك العبادات أو تؤجل لها. وليس لأنها هي نفسها تنجس. وعبادات أخرى لا تتطلب الطهارة، إنما فيها مشقة (كالصوم)، فأخرها لها الإسلام رحمةً بها.